# Notorious Gallagher

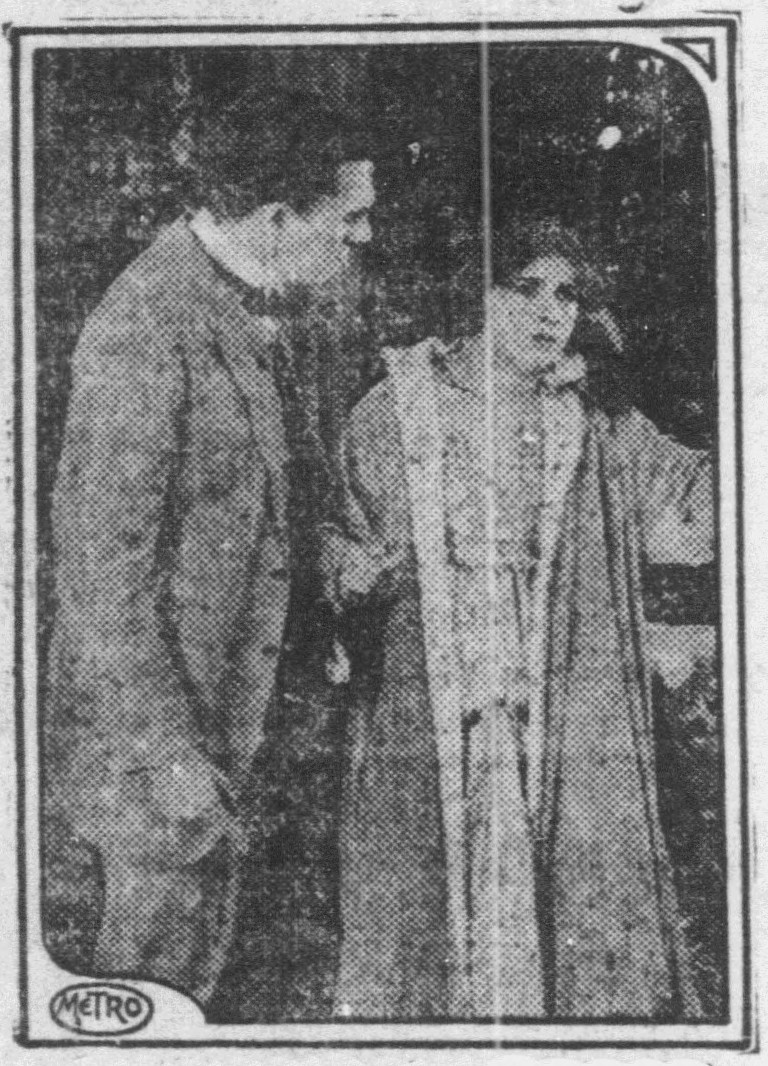
Immagine pubblicitaria del film.

Notorious Gallagher è un film del 1916 sceneggiato, prodotto, diretto e interpretato da William Nigh.